# Air Vallée
Air Vallée S.p.A., действующая как Air Vallée, — небольшая итальянская авиакомпания со штаб-квартирой в Международном аэропорту имени Федерико Феллини (Римини), выполняющая регулярные пассажирские и чартерные перевозки в двух аэропортах на острове Сардиния и в шести аэропортах на материковой части Италии.
До 2010 года главным транзитным узлом (хабом) авиакомпании являлся Аэропорт имени Коррадо Жекс (ит., Аоста) с основными направлениями перевозок в Международный аэропорт имени Леонардо да Винчи (Рим) и Международный аэропорт имени Алессандро Пертини (Турин). С лета 2010 года основным хабом стал международный аэропорт в Римини.

## История
Авиакомпания Air Vallée была образована в июне 1987 года для организации регулярного пассажирского сообщения из аэропорта имени Коррадо Жекс в Аосте. В июне следующего года компания дважды в неделю выполняла авиарейсы в Рим на самолёте Beechcraft King Air C90, который в октябре 1989 года был заменён на лайнер Cessna Citation I. Оба самолёта выведены из эксплуатации в январе 1992 года с приобретением новых Learjet 31, а в августе следующего года парк перевозчика пополнился ещё одним воздушным судном Beechcraft King Air 200. В мае 2000 года в эксплуатацию введён первый Dornier 328, в июне 2001 года — второй самолёт того же типа.
В 2001 году собственником авиакомпании стал Аэропорт Болоньи. 4 ноября 2009 года перевозчик был вынужден приостановить операционную деятельность вследствие того, что Министерство гражданской авиации Италии (ENAC) аннулировал сертификат эксплуатанта авиакомпании по причине её крупных финансовых проблем.
Летом 2010 года Air Vallée возобновила свою деятельность с открытия регулярных пассажирских рейсов из аэропортов Римини и Перуджи (Сардиния) на одном самолёте Dornier 328 Jet.

## Маршрутная сеть
В ноябре 2010 года маршрутную сеть авиакомпании Air Vallée составляли следующие пункты назначения:
Бельгия
- Брюссельский национальный аэропорт (с 30 января 2011)

Франция
- Аэропорт Анже/Мен
- Аэропорт Доль/Юра
- Аэропорт Ницца «Лазурный Берег»

Германия
- Мюнхен — Аэропорт имени Франца Йозефа Штраусса (с 10 января 2011)

Италия
- Аоста — Аэропорт имени Коррадо Жекс (возобновляется с 18 декабря 2010)
- Неаполь — Аэропорт Каподичино
- Римини — Международный аэропорт имени Федерико Феллини

Испания
- Барселона — Аэропорт Эль-Прат (с 23 декабря 2010)

## Флот
По состоянию на март месяц 2007 года воздушный флот авиакомпании Air Vallee составляли следующие самолёты:
| Тип самолёта              | Количество | Примечания            |
| Fairchild-Dornier 328JET  | 2          |                       |
| AgustaWestland AW109      | 1          | в эксплуатации HELOPS |
| AgustaWestland AW119      | 1          | в эксплуатации HELOPS |
| Bell 412                  | 1          | в эксплуатации HELOPS |
| Aérospatiale Lama         | 2          | в эксплуатации HELOPS |
| Aérospatiale Alouette III | 1          | в эксплуатации HELOPS |

### Прежний флот
До марта 2005 года в парке авиакомпании эксплуатировался ещё один самолёт:
- 1 — Learjet 31 (для рейсов аэротакси)